# Red Bull Arena (Leipzig)
 Der er flere lokaliteter med dette navn, se Red Bull Arena.
Red Bull Arena (tidl. Zentralstadion) er et fodboldstadion i den tyske by Leipzig og hjemmebane for RB Leipzig. Oprindeligt er stadionet fra 1956, men i 1997 blev det besluttet at bygge et helt nyt stadion. Derfor er det stadion man ser i dag først blevet indviet i 2004, under VM i fodbold 2006 blev der spillet fem kampe på stadionet.
Oprindeligt var der plads til 100.000 tilskuere, men dette tal er reduceret så det nye stadion har plads til 44.345 tilskuere.